# Joseph Audo

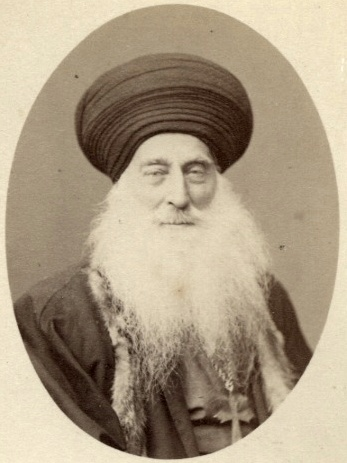
Joseph VI. Audo (Foto aus einer Bildsammlung der Konzilsteilnehmer 1870)

Joseph Audo (auch Audu oder Oddo) (* 1790 in Alqosh; † 14. März 1878 in Mosul) war unter dem Namen Joseph VI. Audo Patriarch von Babylon der  Chaldäisch-Katholischen Kirche.

## Leben
Im Jahre 1814 trat er als Mönch in das Kloster Rabban Hormizd bei Alqosh ein und empfing dort die Priesterweihe. Am 25. März 1825 spendete ihm der Patriarchal-Administrator Augustinus Hindi in Konkurrenz zu Yohannan VIII. Hormizd die Bischofsweihe für die Eparchie Mosul. In den Jahren 1833 bis 1847 bekleidete er das Amt des Metropoliten von Amadiyah. Nach dem Rücktritt des Patriarchen Nikolaus Zaya wurde er am 28. Juli 1847 als Nachfolger inthronisiert und am 11. September 1848 durch Papst Pius IX. als neuer „Patriarch von Babylon“ bestätigt.

## Konkurrierende Jurisdiktionen
Zu Beginn des 19. Jahrhunderts standen innerhalb der Chaldäisch-Katholischen Kirche zwei Jurisdiktionen nebeneinander. Auf der einen Seite stand das „Patriarchat von Diyarbakir“ der „Josephs-Linie“, geleitet vom Patriarchal-Administrator Augustinus Hindi, unterstützt vom Kloster Rabban Hormizd. Auf der anderen Seite stand das traditionelle Patriarchat von Babylon („Elias-Linie“), dessen katholischen Flügel in Erbfolge Yohannan Hormizd, zunächst als Patriarchal-Administrator und schließlich als „Patriarch von Babylon“ leitete. Joseph Audo war ein Anhänger des Augustinus Hindi („Patriarch Joseph V.“), längere Zeit Gegner des Yohannan Hormizd und gehörte zu den Kritikern dessen von Rom bestimmten Nachfolgers Nikolaus Zaya. Als Nikolaus Zaya das Patriarchenamt niederlegte, bestimmte Rom Joseph Audo zu seinem Nachfolger.

## Joseph Audo als Patriarch
Unter dem neuen Patriarchen erlebte die Chaldäisch-Katholische Kirche personell wie organisatorisch einen Aufschwung. Audo verbesserte die Priesterausbildung und konnte mit der finanziellen Hilfe des Vatikans ein Priesterseminar im Kloster Notre Dame bei Alqosh und ein syrisch-chaldäisches Priesterseminar in Mosul errichten.
Auf dem Ersten Vatikanischen Konzil von 1869 bis 1870 zählte Patriarch Joseph VI. Audo, gleich fast allen ostkirchlichen Teilnehmern, zur Konzilsminderheit, welche die Dogmatisierung der Unfehlbarkeit und des Jurisdiktionsprimats des römischen Papstes ablehnte. Erst 1877 gab Joseph Audo eine Loyalitätserklärung gegenüber dem Heiligen Stuhl ab.

### Der Konflikt mit Rom über Indien
Die katholischen Thomaschristen des ostsyrischen Ritus unterstanden im 19. Jahrhundert sämtlich lateinischen Ordinarien, entweder den portugiesischen Padroado-Bischöfen in Cochin oder den Apostolischen (= Päpstlichen) Administratoren in Verapoly. Doch bemühte sich ein Teil schon länger um die Bestellung eines Bischofs ostkirchlicher Herkunft. Der chaldäische Patriarch Yōhannan Hormizd schickte ihnen bereits in den 1820er Jahren mehrere chaldäisch-katholische Priester.
Als Patriarch in der Nachfolge des altkirchlichen Katholikats von Seleukia-Ktesiphon verstand sich Joseph Audo als Oberhaupt aller Katholiken des ostsyrischen Ritus. 1861 entsandte er, ohne Abstimmung mit Rom, den chaldäischen Bischof Thoma Rocos nach Indien, um die dortigen syro-malabarischen Thomaschristen, die von Haus aus demselben Ritus angehörten, doch keine Bischöfe des eigenen Ritus besaßen, wieder mit der historischen Mutterkirche zu verbinden und ihnen gegen die verstärkte Latinisierung durch den zuständigen Apostolischen Vikar Bernardine Baccinelli beizustehen. Daraufhin verließen die meisten Syro-Malabaren Bischof Baccinelli und unterstellten sich dem chaldäischen Bischof Rocos. Von 154 Gemeinden blieben lediglich 38 der aus römischer Sicht allein legitimen kirchlichen Autorität treu. Ihr Sprecher, der angesehene Ordenspriester Kuriakose Elias Chavara, erbat und erhielt Unterstützung durch Papst Pius IX. mit Schreiben vom 5. September 1861. Chavara stellte sich hinter die römischen Weisungen und ordnete sich Baccinelli unter, der ihn für die syro-malabarischen Gemeinden zum Generalvikar mit besonderen Vollmachten berief. Bischof Rocos, von Patriarch Joseph Audo auf Anordnung des Papstes zurückbeordert, kehrte 1862 nach Mosul zurück, woraufhin das Schisma weitgehend erlosch. Die verbliebene Minderheit erhielt durch den assyrischen Katholikos Shimun XX. mit dem Inder Mar Abdisho Thondanatta einen einheimischen Bischof, der wegen seiner nichtkatholischen Bischofsweihe bei den katholischen Thomaschristen jedoch wenig Anklang fand. Die römische Kongregation für die Verbreitung des Glaubens entschied 1865 gegen die Ansprüche des chaldäischen Patriarchen von Babylon auf Jurisdiktion über die indischen Angehörigen seines Ritus.
In seiner Enzyklika Quae in patriarchatu ging Papst Pius IX. 1872 ausführlich auf die indischen Juridiktionskontroversen ein. Joseph Audo beharrte zunächst auf seinen Positionen; er weigerte sich auch, von Rom ohne seine Zustimmung für die chaldäisch-katholische Kirche benannte Kandidaten zu Bischöfen zu weihen, und änderte erst nach Jahren seine Einstellung. 1874 entsandte Audo erneut einen Bischof, diesmal Elias Mellus, nach Indien, der von 1874 bis 1882 vor Ort tätig war und mit Mar Abdisho Thondanatta ein freundliches Einvernehmen herstellte. Der nach Mesopotamien zurückbefohlene Bischof Mellus unterwarf sich Rom erst 1889 und erhielt 1893, unter Papst Leo XIII., das chaldäisch-katholische Bistum Mardin in der Türkei. Ein Teil seiner indischen Anhänger – genannt Mellusianer – folgte ihm nicht, sondern sammelte sich um Mar Abdisho Thondanatta († 1900). Dieser erhielt 1907/08 in Mar Abimalek Timotheus einen Nachfolger, der aus dieser Gruppe die indische Metropolie der autokephalen Assyrischen Kirche des Ostens formte, vor Ort als „Chaldean Syrian Church“ bekannt. Deren Metropolit Thomas Darmo (1903–1969) ließ sich 1968 im Irak zum Gegenpatriarchen von Katholikos Shimun XXIII. bestellen und begründete die bis heute eigenständige altkalendarische Alte Kirche des Ostens. Ihre indische Metropolie hat sich seither jedoch mit der allgemeinen „Assyrischen Kirche des Ostens“ wiedervereinigt. Die katholischen Syro-Malabaren erlangten im 20. Jahrhundert einheimische Bischöfe und bilden heute unter einem Großerzbischof eine eigenberechtigte („sui juris“) Kirche in Gemeinschaft mit dem römischen Papst.

## Sonstiges
Des Patriarchen Joseph Audo Neffe Thomas Audo (1855–1918) war ein bekannter Semitist und chaldäisch-katholischer Erzbischof von Urmia, dessen Bruder Israel Audo (1859–1941) Erzbischof von Mardin.